# Buffalo Springs
Buffalo Springs és una població dels Estats Units a l'estat de Texas. Segons el cens del 2000 tenia 493 habitants.

## Demografia
Segons el cens del 2000, Buffalo Springs tenia 493 habitants, 227 habitatges, i 143 famílies. La densitat de població era de 120,5 habitants/km².
Dels 227 habitatges en un 20,7% hi vivien nens de menys de 18 anys, en un 54,2% hi vivien parelles casades, en un 5,3% dones solteres, i en un 37% no eren unitats familiars. En el 30% dels habitatges hi vivien persones soles el 8,4% de les quals corresponia a persones de 65 anys o més que vivien soles. El nombre mitjà de persones vivint en cada habitatge era de 2,17 i el nombre mitjà de persones que vivien en cada família era de 2,67.
Per edats la població es repartia de la següent manera: un 18,1% tenia menys de 18 anys, un 5,5% entre 18 i 24, un 26,6% entre 25 i 44, un 34,7% de 45 a 60 i un 15,2% 65 anys o més.
L'edat mediana era de 45 anys. Per cada 100 dones de 18 o més anys hi havia 106,1 homes.
La renda mediana per habitatge era de 36.389 $ i la renda mediana per família de 40.500 $. Els homes tenien una renda mediana de 27.404 $ mentre que les dones 23.500 $. La renda per capita de la població era de 19.488 $. Aproximadament el 3,1% de les famílies i el 6,9% de la població estaven per davall del llindar de pobresa.

## Poblacions més properes
El següent diagrama mostra les poblacions més properes.